# Волдрон (Мичиген)
Волдрон (енгл. Waldron) град је у америчкој савезној држави Мичиген.

## Демографија
По попису из 2010. године број становника је 538, што је 52 (-8,8%) становника мање него 2000. године.
| Група             | 2000.       | 2010.       |
| Белци             | 573 (97,1%) | 522 (97,0%) |
| Афроамериканци    | 2 (0,3%)    | 3 (0,6%)    |
| Азијати           | 0 (0,0%)    | 0 (0,0%)    |
| Хиспаноамериканци | 6 (1,0%)    | 4 (0,7%)    |
| Укупно            | 590         | 538         |